# Google Web Server
Google Web Server (GWS) é o servidor web que o Google utiliza para a sua infraestrutura. Foi confirmado que trata-se de uma compilação do Apache Web Server com mudanças no cabeçalho.
Sua última versão é a 2.1.